# Paracladura elegans
Paracladura elegans är en tvåvingeart som beskrevs av Enrico Adelelmo Brunetti 1911. Paracladura elegans ingår i släktet Paracladura och familjen vintermyggor. Inga underarter finns listade i Catalogue of Life.